# Michael Merkel

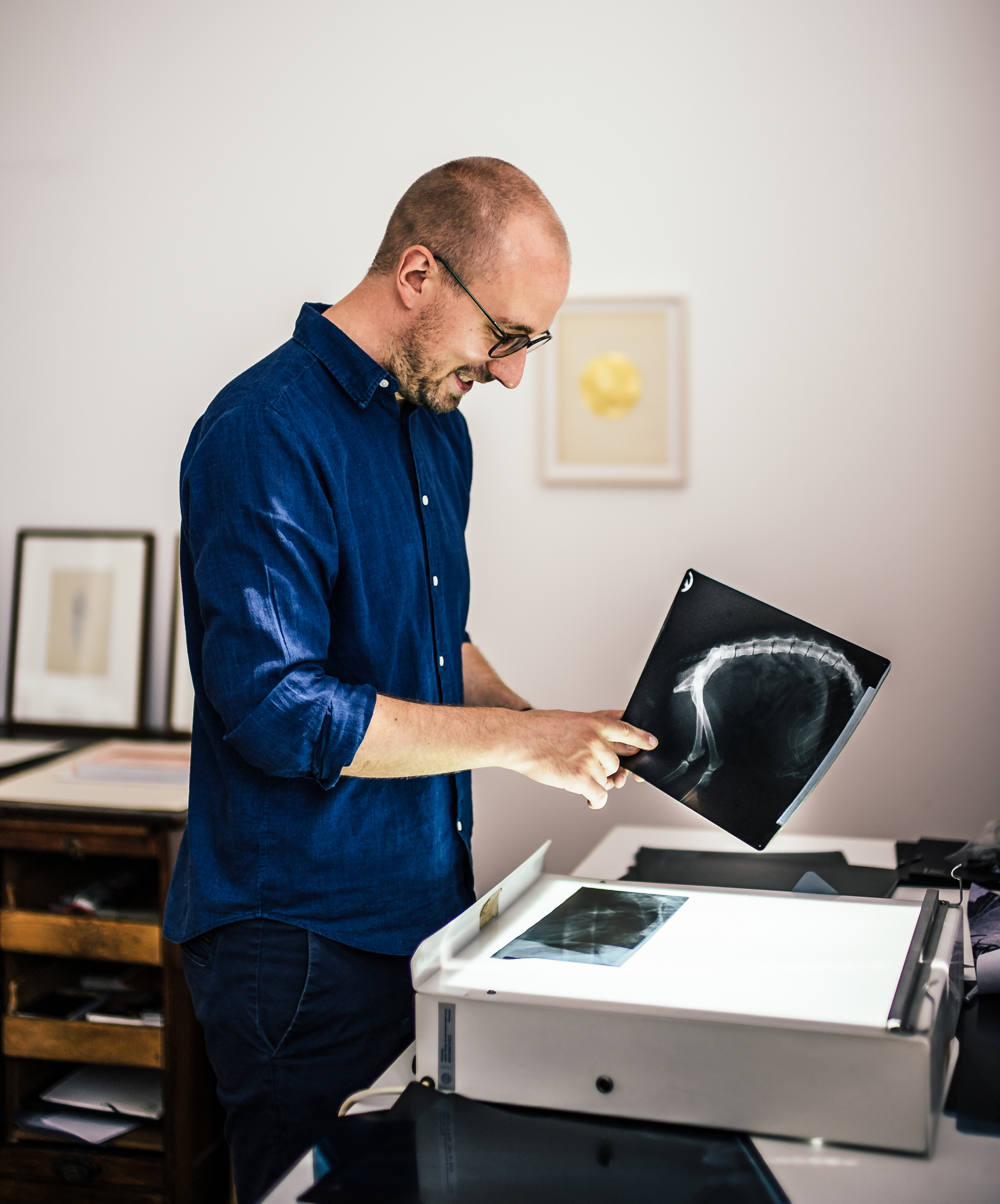
Michael Merkel im Atelier, 2018

Michael Merkel (* 1987 in Dresden) ist ein deutscher bildender Künstler, Kurator und Autor.

## Leben
Merkel wurde 1987 in Dresden geboren. Ab 2007 absolvierte er zunächst eine Ausbildung zum Holzbildhauer, bevor er von 2010 bis 2014 an der Technische Universität Dresden sowie der Uniwersytet Wrocławski Germanistik, Kulturwissenschaften und Kunstgeschichte studierte. Nach seinem Abschluss folgte das Studium der Freien Kunst an der Bauhaus-Universität Weimar, das er 2018 beendete. Michael Merkel lebt und arbeitet in Dresden. Neben seiner Arbeit als Freischaffender Künstler ist er in der Geschäftsführung des Kunst- und Kulturzentrums GEH8 tätig.

## Werk
Michael Merkels künstlerisches Schaffen ist geprägt von einer Vielseitigkeit, die sich sowohl hinsichtlich unterschiedlicher Materialien und Techniken als auch der Motive und den dahinterstehenden Diskursen äußert. So bewegt sich sein Œuvre zwischen Zeichnungen, Fotografien, Collagen und Objekten bis hin zu temporären Installationen im öffentlichen Raum. In Bezug auf die gewählten Themenfelder umfasst die Bandbreite unter anderem die Bereiche Medizin, Berge und Fußball. Zudem spielen auf einer weiteren Ebene persönliche Erlebnisse, kunsthistorische Bezüge sowie politische und gesellschaftliche Entwicklungen eine Rolle.

## Auszeichnungen und Förderungen (Auswahl)
- 2021: eku Zukunftspreis 2021 des Sächs. Staatsministeriums für Energie, Klimaschutz, Umwelt und Landwirtschaft
- 2021: Sonderstipendium für Künstler:innen in Thüringen, Kulturstiftung des Freistaates Thüringen
- 2020: Projektförderung der Stadt Dresden für die Publikation Götter und Gipfel
- 2020: Innovationspreis des Sächsischen Staatsministeriums für Energie, Klimaschutz, Umwelt und Landwirtschaft
- 2020: Kunstpreis. Emergency Break – 30 Jahre Neuer Sächsischer Kunstverein[2]
- 2019: Aufenthaltsstipendium, Leibniz-Institut für ökologische Raumentwicklung, Görlitz
- 2018: Kreativfonds der Bauhaus-Universität Weimar für das Projekt GRAND OUVERT: Bauhaus Photography at its finest
- 2017: GRAFE-Kreativpreis für die Arbeit doloris mysteria und Tore aus dem Abseits
- 2016: GRAFE-Kreativpreis für die Arbeit Im Cynwald
- 2016: Stipendiatenförderung des Cusanuswerks (seit 2016)
- 2015: Kreativfonds der Bauhaus-Universität Weimar für das Projekt Im Cynwald
- 2014: Kreativfonds der Bauhaus-Universität Weimar für das Projekt Was bleibt? Ein Versuch zur Gegenwart

## Einzelausstellungen (Auswahl)
- 2021: Einhundertachtundfünfzig Krankenwagen, GEH8 WERKRaum, Dresden[3]
- 2021: Zwischen Himmel und Erde, Galerie 21.06, Ravensburg[4]
- 2020: Kirche St. Coloman, Regensburg
- 2019: Der große Plan, Galerie NEUN, Görlitz[5]
- 2019: The anatomy of transmitted light, Galerie p66, Dresden[6]
- 2019: Sacri Monti, Galerie Jarmuschek+Partner, Berlin[7]
- 2017: Montes ignoti – Die unbekannten Berge, Galerie H2, Erlangen
- 2016: Institut für Geowissenschaften der Friedrich-Schiller-Universität, Jena

## Gruppenausstellungen (Auswahl)
- 2014: The Germans did not come, Museum of Contemporary Art, Wrocław (Polen)[8]
- 2015: 6 aus 60. Junge Kunst aus Thüringen, Museum für Thüringer Volkskunde, Erfurt[9]
- 2016: Die Deutschen kamen nicht, Kunsthaus Dresden[10]
- 2017: DISPLA(Y)CED. Internationale Ausstellung auf Großflächenplakaten, Stadtraum Dresden[11]
- 2017: The wound is the place where light enters you, Deutsche Gesellschaft für christliche Kunst e. V., München[12]
- 2018: Eines Morgens vielleicht, Deutsche Gesellschaft für christliche Kunst e. V., München[13]
- 2019: Materie Neu Denken, SALA 1, Rom (Italien)[14]
- 2019: waste and void, Eine Kooperation der Kirchengemeinden Herz Jesu Kirche, Altstädter Kirche und der St. Bonifaz sowie der H2 Kunstgalerie, Erlangen[15]
- 2020: positions Berlin Art Fair, Flughafen Tempelhof, Berlin[16]
- 2020: IR_REAL jung + gegenständlich Förderpreis des Bodenseekreises 2020, Galerie Rotes Haus, Meersburg[17]
- 2020: Existenz. Kapitel 2: Spuren, Oktogon, HfBK Dresden[18]
- 2021: Positions Berlin, Flughafen Tempelhof, Galerie Jarmuschek+Partner, Berlin[19]
- 2021: WIN/WIN – Die Ankäufe der Kulturstiftung des Freistaates Sachsen 2021, Halle 14, Leipzig[20]
- 2022: Brot und Spiele, GEH8 Kunst Raum Ateliers, Dresden[21]
- 2022: under construction, GEH8 Kunst Raum Ateliers, Dresden[22]

## Sammlungen
- Kunstfonds, Staatliche Kunstsammlungen Dresden, Förderankauf des Freistaates Sachsen 2020
- Kunstsammlungen des Bistums Regensburg
- Sammlung des Freistaats Thüringen
- Archiv der Moderne, Bauhaus-Universität Weimar
- Sammlung Haus Schlesien[23]
- Sammlung Robert Funcke
- Privatsammlungen: Berlin | Chemnitz | Dresden | Frankfurt a. M. | Hamburg | Heidelberg | Herten | München | Paris | Ravensburg | Schwerin | Weimar | Zürich

## Kuratierte Projekte
- 2014: Was bleibt? Ein Versuch zur Gegenwart, Galerie marke.6, Neues Museum Weimar
- 2017: Altenburger Trialog. Ein Gastspiel junger Kunst, Lindenau-Museum und Naturkundemuseum Mauritianum sowie Schloss- und Spielkartenmuseum, Altenburg
- 2018: Grand Ouvert. Bauhaus Photography at its finest, Kunsthaus Erfurt[24]
- 2019: 1. Verstärker Kunst-Film-Festival, GEH8 Kunst Raum Ateliers, Dresden
- 2020: 2. Verstärker Kunst-Film-Festival, GEH8 Kunst Raum Ateliers, Dresden
- 2021: 3. Verstärker Kunst-Film-Festival, GEH8 Kunst Raum Ateliers, Dresden[25]
- 2021: REAL INSECT ESTATE, GEH8 Kunst Raum Ateliers, Dresden[26]
- 2022: Niemand hat die Absicht, eine Mauer zu begrünen, GEH8 Kunst Raum Ateliers, Dresden[27]
- 2022: 4. Verstärker Kunst-Film-Festival, GEH8 Kunst Raum Ateliers, Dresden[28]

## Publikationen
- 2004: Ausstellungskatalog Was bleibt? Ein Versuch zur Gegenwart, Michael Merkel, Andrea Karle (Galerie marke.6) (Hgg.), Weimar, ISBN 978-3-945301-19-7
- 2017: Ausstellungskatalog Altenburger Trialog. Ein Gastspiel junger Kunst, Lindenau-Museum Altenburg, Roland Krischke (Hg.), Michael Merkel, Sophie Thorak, Altenburg, ISBN 978-3-86104-141-2
- 2018: Ausstellungskatalog GRAND OUVERT. Bauhaus Photography at its finest, Michael Merkel, Philipp Specht, Sebastian Wanke (Hgg.), Weimar, ISBN 978-3-945301-39-5
- 2021: Götter und Gipfel, Michael Merkel (Hg.), Dresden, ISBN 978-3-00-066389-5[29]